# Adémaï
Adémaï (également connu sous le nom complet Adémaï Joseph) est un personnage de fiction apparu dans les années 1930 au music-hall, puis au cinéma entre 1932 et 1950, où il est créé et interprété par le comédien de théâtre et acteur français Noël-Noël dans cinq films, puis par le scénariste Paul Colline dans le sixième et dernier film de la série.
Le personnage est généralement présenté comme un paysan assez naïf, mais qui possède néanmoins un certain bon sens. Il revient au cinéma, pendant près d'une vingtaine d'années, dans six films : deux courts-métrages et quatre longs-métrages, dont tous les scénarios sont signés par Paul Colline.

## Analyse

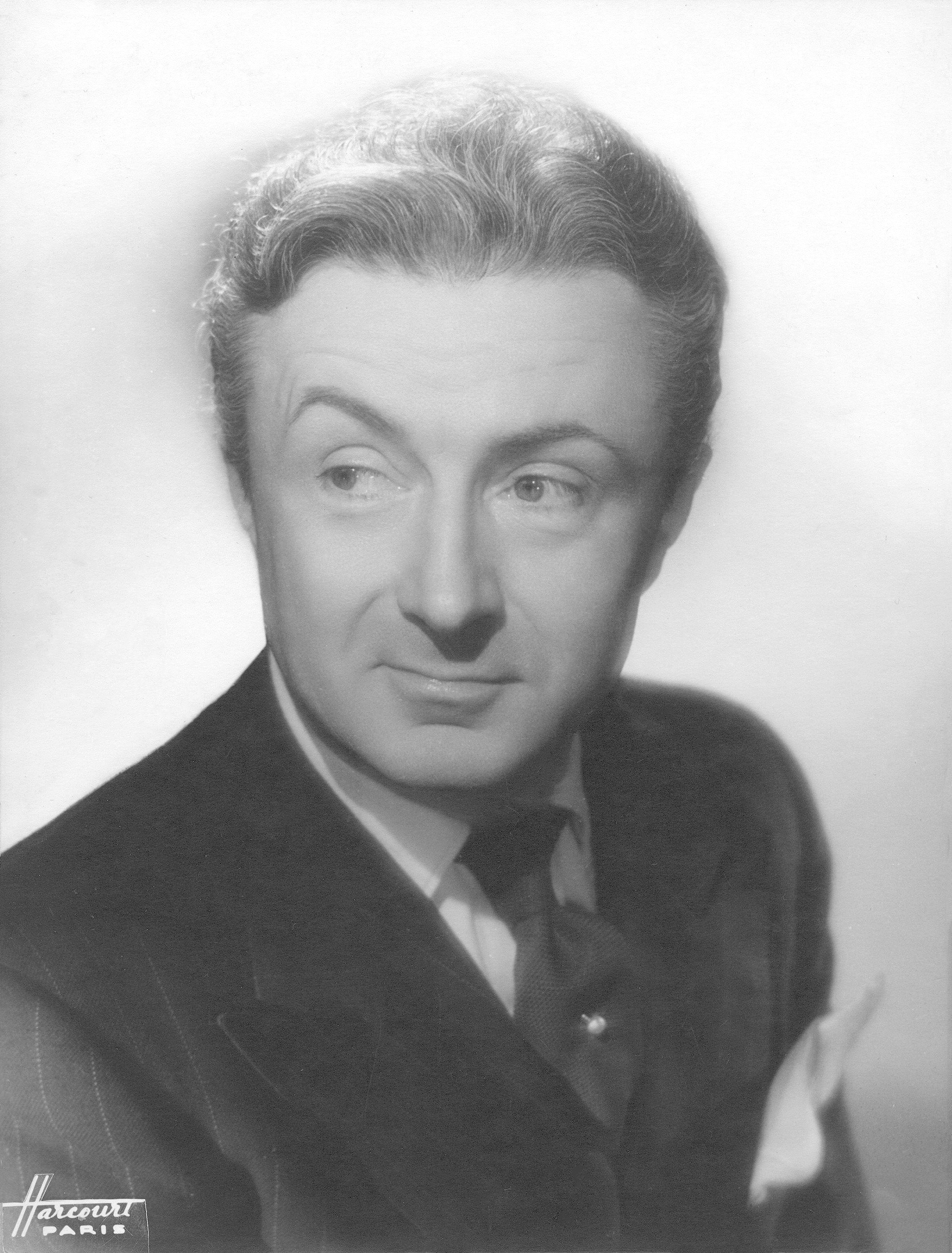
L'acteur Noël-Noël, premier interprète du personnage d'Adémaï dans cinq films de la série (photo Studio Harcourt 1950

Noël-Noël, qui a longtemps oscillé entre les métiers de chansonnier et d'acteur, a créé (physiquement) au music hall le personne d'Adémaï, un paysan pas très malin en apparence mais qui parvenait toujours à ses fins. Le texte des sketchs puis celui des scénarios des films mettant en rôle ce personnage sont, cependant, du chansonnier Paul Colline, ce qui  entraînera une forme de conflit permanent entre les deux créateurs.
En effet, l'acteur, assez perfectionniste, rajoutait des mots, des attitudes à son personnage durant les tournages, entrainant ainsi des conflits avec le dialoguiste et scénariste très attaché à ses idées.

## Éléments caractéristiques du personnage
Adémai Joseph est un paysan au physique quelque peu balourd, avec un fort accent du terroir. Il est plutôt naïf, mais ne manque pas de ressources et apparaît même comme rusé, ce qui entraînera d'innombrables aventures qu'il incarne dans six films. Le personnage, interprété par Noël-Noël dans les cinq premiers films, le sera par Paul Colline dans le sixième et dernier film de la série. Ce personnage de français moyen cher à Noël-Noël, simple, un peu naïf mais plein de bon sens, sera très populaire avant et durant la Seconde guerre mondiale.

## Inspiration
Paulette dite « Zozo » (1912-1985), nièce du dessinateur Francisque Poulbot, indique dans un livre consacré à son oncle que Noël-Noël, pour créer son personnage, se serait inspiré d'une illustration du célèbre dessinateur, représentant un officier alsacien, réalisée pour le film Le Train de 8 heures 47, adaptation du roman éponyme de Georges Courteline publié en 1888.

## Filmographie
- Avec Noël-Noël (en tant qu'interprète principal)
  - 1932 : Adémaï et la Nation armée, court métrage de Jean de Marguenat, scénario de Paul Colline.
  - 1933 : Adémaï Joseph à l'ONM, court métrage de Jean de Marguenat (scénario de Paul Colline).
  - 1934 : Adémaï aviateur de Jean Tarride (scénario de Paul Colline).
  - 1935 : Adémaï au Moyen Âge de Jean de Marguenat
  - 1943 : Adémaï bandit d'honneur de Gilles Grangier (scénario de Paul Colline).
- Avec Paul Colline (en tant qu'interprète principal)
  - 1950 : Adémaï au poteau-frontière de Paul Colline (également scénariste).